# Lekë Matrënga
Lekë Matrënga (ital. Luca Matranga, * 1567 in Piana degli Albanesi auf Sizilien; † 1619 ebenda) war ein katholischer Geistlicher albanischer Herkunft. Durch die Veröffentlichung eines kurzen Katechismus in albanischer Sprache im Jahr 1592 erlangte Matrënga große Bedeutung für die albanische Literatur- und Sprachgeschichte, denn sein Werk ist der erste Druck im toskischen Dialekt.
Lekë Matrënga besuchte von 1582 bis 1587 das Griechische Kolleg in Rom, an dem damals die meisten katholischen Priester für den byzantinischen Ritus ihre Ausbildung erhielten. 1591 empfing er die Priesterweihe. Zehn Jahre später ist er als Seelsorger in Piana degli Albanesi belegt. Er starb als Erzpriester in seiner Heimatstadt.
Matrënga übersetzte einen Katechismus des spanischen Jesuiten Jacobus Ledesma in die italo-albanische Mundart der Arbëresh und ließ das Werk 1592 unter dem Titel E mbsuame e krështerë (dt. Christliche Lehre) in Rom drucken. Das Exemplar der Vatikanischen Bibliothek ging Mitte des 20. Jahrhunderts verloren, ist aber durch Fotokopien erhalten und wurde mehrfach wissenschaftlich ausgewertet. Matteo Mandalà fand ein weiteres Exemplar in der römischen Biblioteca Angelica und publizierte es 2004 im Rahmen einer umfangreichen Studie über dieses Werk. Zahlreiche Abweichungen von dem verlorenen Exemplar zeigen, dass das Buch mindestens zweimal gesetzt wurde. Die Vatikanische Bibliothek verfügt noch über drei Manuskripte von Matrëngas Katechismus.